# Црква брвнара
Црква брвнара је сакрални објекат који је грађен од дрвета, скромних размера, представљају дела народног градитељства, која имају веома занимљив уметнички и архитектонски облик.
Цркве брвнаре у прошлости грађене су у великом броју у данашњој Русији, Украјини, Словачкој, Пољској, Мађарској, Румунији, као и у скандинавским земљама, у Норвешкој, Шведској и Финској. Грађене су такође у огромном броју у Новом свету, посебно у Северној Америци и Аустралији. Свака земља и свака култура, поседује одређене карактеристке и особености, тако да су цркве брвнаре у Русији, Украјини, Пољској и Словачкој грађене са много уметничког укуса и представљај права ремек-дела. Једне од најзанимљивијих цркви брвнара налазе се у Словачкој, Румунији и Пољској јер представљају спој две културе, западно-римске и руско-византијске. За разлику од Срба и других хришћанских народа у Османском царству, у овим земљама архитектура цркава развијала се далеко слободније са више уметничког укуса, декорације и већих размера.
Главна карактеристика цркава брвнара у Срба представљају скромне размере и једноставан облик. Облик градње цркава брвнара настао је из народног-стамбеног дрвеног објекта за становање. Радове на цркви изводили су народни неимари, односно сељаци дрводеље, који су сами секли и припремали грађу. Занатлије дрводеље постојале су у скоро сваком селу, а сеча и припрема грађе било је опште прихваћено занимање. Чувене дрводеље и вични мајстори били су Осаћани, из места Осат, у Источној Босни са Дрине. Због својих градитељских вештина били су веома тражени и цењени, а осим цркви градили су куће, воденице и ваљарице. Због економских и политичких разлога (владавине Турака) цркве брвнаре грађене су скромних размера и неупадљивог архитектонског облика. Касније, након ослобођења Србије, у Милошево доба, које представља златно доба цркава брвнара такође су грађене скромних размера, како због сиромаштва тако и због традиције. Од брвана су грађене цркве и у Србији и Републици Српској, али ту из нешто другачијих разлога. У време окупације од Турака, изградња цркава није била дозовљена, па су прављене готово за једнократну употребу од понуђеног расположивог материјала. Како је дрвета у поменутим крајевима било на претек, брвнаре су биле најпрактичније, најједноставније и најјефтиније решење.
На Балкану, цркве брвнаре су најчешће у шумовитим динарским крајевима и Шумадији, у којој су почеле да се граде у доба Другог српског устанка или мало раније. Ове цркве углавном нису велике, штавише, врло су мале. По предању, Турци су дозвољавали да се црква сагради у селу, ако се може саградити за једну ноћ. Ни једну од ових цркава није могуће саградити толико брзо, али то доста говори о условима у којима су настајале и брзини којом су грађене.
Једна од најзанимљивијих особина српских цркава брвнара су димензије и преносивост — свака ова црква се може раставити и поново саставити на другом месту. Отуда још једно предање, по коме су ове цркве брвнаре тако мале да би их по потреби четири кршнија момка могла однети и са својом главом заједно сакрити.
Код брвнара у Србији звоник је по правилу одвојен од цркве, док их у Републици Српској има и у саставу тела цркве. Све данас очуване цркве-брвнаре у Србији и Републици Српској су старе око 200 година и на себи не показују знаке пропадања, што је добар показатељ трајности градње дрветом.

## Галерија
- Црква брвнара у Прањанима
- Црква брвнара у Савковићу на планини Бобији
- Црква брвнара у Миличиници
- Брванара у Ладомировој, Словачка
- Брванара у Рудкој, Пољска
- Брванара у Васиљеву, Русија
- Црква брвнара у Сечој Реци код Косјерића, окружена крајпуташима
- Црква брвнара у Јелићкој, општина Приједор, Република Српска
- Црква брвнара у Цветкама